# Обсада на Сердика (809)
Обсадата на Сердика е сражение между българи и византийци, състояло се през март и април 809 г. при днешна София (тогава Сердика, Средец). В нея хан Крум за първи път използва обсадни машини. Българите превземат града на 9 април и го опустошават, след което го напускат.

## Причини
След като унищожава напълно Аварския хаганат, хан Крум обръща поглед на югозапад, по-точно към земите населени със славяни в този район (поречието на река Струма и Македония). Най-голяма пречка за бъдещите планове на владетеля е силната византийска крепост Сердика.

## Обсадата
В началото на 809 г. Крум обсажда града в продължение на няколко седмици, но съпротивата е силна и обсадата се затяга. Тогава той обещава на византийския гарнизон безопасен ескорт до империята, при условие, че крепостта се предаде в български ръце. Виждайки тежкото си положение, византийците прекратяват съпротивата и на Великден пускат българите в града.

## Последици
Според Теофан Изповедник Крум не изпълнява обещанието си и избива гарнизона и част от мирното население. След това градът е опустошен, като голяма част от жителите му панически бягат от него. По-късно Крум също изоставя временно крепостта.